# André Babikian
André Babikian (født 3. marts 1973) er en dansk skuespiller.
Babikian er uddannet fra Statens Teaterskole i 2001. 
Han har medvirket i en række film og tv-serier

## Filmografi

### Film
| År   | Film                 | Rolle | Andre noter |
| ---- | -------------------- | ----- | ----------- |
| 2003 | Tvilling             | Søren |             |
| 2004 | Brødre               |       |             |
| 2007 | En mand kommer hjem  |       |             |
| 2007 | De fortabte sjæles ø |       |             |

### Tv-serier
| År        | Serie               | Rolle    | Andre noter  |
| --------- | ------------------- | -------- | ------------ |
| 2002      | Langt fra Las Vegas |          |              |
| 2003      | Forsvar             |          |              |
| 2003      | Jesus & Josefine    |          | Julekalender |
| 2009-2010 | Livvagterne         | Jonas    |              |
| 2011      | Den som dræber      |          |              |
| 2020-nu   | Sommerdahl          | Flemming |              |
| 2022      | Borgen              |          |              |
| 2025      | Forræder            | Sig selv | Sæson 3      |